# Rhyacophila vibox
Rhyacophila vibox là một loài Trichoptera trong họ Rhyacophilidae. Chúng phân bố ở miền Tân bắc.